# Gerdt Stangenberg
Gerdt Emil Stangenberg, född 23 februari 1913 i Lidingö, död 30 december 2003 i Hedemora, var en svensk officer i Flygvapnet.

## Biografi
Stangenberg blev fänrik 1934 vid Göta artilleriregemente (A 2). Han befordrades till underlöjtnant 1936, till löjtnant 1938, till kapten 1945, till major 1948, till överstelöjtnant 1952 och till överste 1962.
Under sina första 14 år i karriären tjänstgjorde Stangenberg i artilleriet i Armén. År 1948 övergick han till Flygvapnet, och blev stabschef vid Luftbevakningsinspektionen, där han var fram till 1957. Åren 1957–1961 tjänstgjorde han vid Kalmar flygflottilj (F 12). Åren 1962–1967 var han sektorledare. Åren 1967–1972 var han chef för det nybildade Hallands flygkår (F 14), och blev även första chef för Flygvapnets Halmstadsskolor (F 14) åren 1972–1973. Stangenberg avgick som överste 1973.
Gerdt Stangenberg var son till Emil Stangenberg. Han gifte sig 1938 med Harriet Ohlén (1914–1994). Tillsammans fick de tre barn.

## Utmärkelser
- Riddare av Svärdsorden, 1949.[1]
- Kommendör av Svärdsorden, 6 juni 1967.[2]
- Kommendör av första klass av Svärdsorden, 6 juni 1970.[3]